# 森川八洲男
森川 八洲男（もりかわ やすお、1937年3月2日 - 2022年3月2日）は、日本の会計学者。明治大学名誉教授。元日本簿記学会会長。

## 略歴
三重県津市出身。1959年明治大学商学部卒、1964年同大学院商学専攻博士課程単位修得退学、77年「フランス会計発達史論」で商学博士の学位を取得。明治大学商学部助教授、教授。商学部長在任時は、91年に発覚した替え玉受験事件に対し、徹底した情報開示の姿勢で、事態収拾。2005年日本簿記学会会長。2007年定年となり、名誉教授。2016年瑞宝中綬章を受勲した。

## 著書
- 『フランス会計発達史論 フランス動態論の形成過程に関する研究』白桃書房 1978
- 『セミナー総合財務諸表論』税務経理協会 1981
- 『精説簿記論』1-2　白桃書房 1984-85
- 『制度会計の理論』森山書店 1986
- 『財務会計論』税務経理協会 1988
- 『体系財務諸表論』中央経済社 2005
- 『国際会計論』白桃書房 2015

### 共編著
- 『比較会計制度論 物価変動会計の制度化を中心として』編著 同文館出版 1985
- 『会計学』千葉準一,佐藤紘光共著 有斐閣 1989
- 『公認会計士第2次試験短答式財務諸表論演習』編著 中央経済社 1996
- 『会計学用語辞典』編 税務経理協会 1998
- 『会計基準の国際的調和化』編著 白桃書房 1998

### 翻訳
- 『現代アメリカ会計の基礎概念 FASB財務会計概念報告書』小栗崇資、原陽一,佐藤信彦共訳 白桃書房 1988
- G.シャンツ『現代経営学方法論』風間信隆共訳 白桃書房 1991

## 論文
- ＜森川八洲男